# Офра Хаза
О́фра Хаза́ (івр. עפרה חזה; 19 листопада 1957, Тель-Авів, Ізраїль — 23 лютого 2000, Рамат-Ган, Ізраїль) — ізраїльська авторка-виконавиця, композиторка, піаністка, акторка та журналістка.

## Біографія
Офра Хаза походила з родини євреїв — вихідців з Ємену.
Її співоча кар'єра була справжнім злетом на естрадний олімп Ізраїлю, вона доволі швидко стала популярною і за кордоном (в США та Європі), також знялася в кількох ізраїльських кінострічках, а у 1999 році в американській «Принц Єгипту».
Багатомовна Хаза у своїй творчості вдало поєднувала традиційний спів і більш комерційно успішний поп-напрям, не зраджуючи своїм кореням. Її мелос злучав східні й західні мотиви, різноманітні інструменти, оркестровий супровід і танцювальні мотиви.
Впродовж кар'єри чимало альбомів Офри Хази стали «платиновими» і «золотими».
У 1983 році співачка з піснею «Хай» («Живий») представляла Ізраїль на Міжнародному конкурсі Євробачення і посіла 2-ге місце.
Наприкінці 1980-х популярність Офри Хази досягла СРСР — на загальносоюзному телебаченні з'явились і стали популярними кліпи співачки на пісні «Show me» і «Im Nin'alu» (з альбому «Shaday», 1988).
У 1998 році, на святкуванні 50-річчя Ізраїлю «Ювілейні дзвони», Офра Хаза виконала одну з найпопулярніших версій пісні Золотий Єрусалим.
Офра Хаза померла на 43-му році життя від пневмонії на тлі СНІДу, який вона мала.

## Дискографія
Музичні альбоми:
- 1974 — Ahava Rishona (з Shechunat Hatikvah Workshop Theatre)
- 1976 — Ve-hutz Mizeh Hakol Beseder (з Shechunat Hatikvah Workshop Theatre)
- 1977 — Atik Noshan (з Shechunat Hatikvah Workshop Theatre)
- 1979 — Shir HaShirim Besha'ashu'im (з Shechunat Hatikvah Workshop Theatre)
- 1980 — Al Ahavot Shelanu
- 1981 — Bo Nedaber
- 1982 — Pituyim
- 1982 — Li-yeladim (Children's Songs)
- 1983 — Hai
- 1983 — Shirey Moledet 1
- 1984 — Bayt Ham
- 1984 — Shirey Teyman (aka Yemenite Songs або Fifty Gates of Wisdom)
- 1985 — Adamah
- 1985 — Shirey Moledet 2
- 1986 — Yamim Nishbarim
- 1987 — Shirey Moledet 3
- 1987 — Album HaZahav (Golden Album)
- 1988 — Shaday
- 1988 — Yemenite Love
- 1989 — Desert Wind
- 1992 — Kirya
- 1993 — Oriental Nights
- 1994 — Kol Haneshama
- 1995 — Queen in Exile (Unreleased)
- 1997 — Ofra Haza
- 1998 — At Montreux Jazz Festival (Live — recorded 1990)
- 2000 — Greatest Hits vol.1/Bemanginat Halev (Melody Of The Heart)
- 2001 — Music History
- 2004 — Greatest Hits vol.2/Bemanginat Halev (Melody Of The Heart)
- 2008 — Forever Ofra Haza

## Галерея

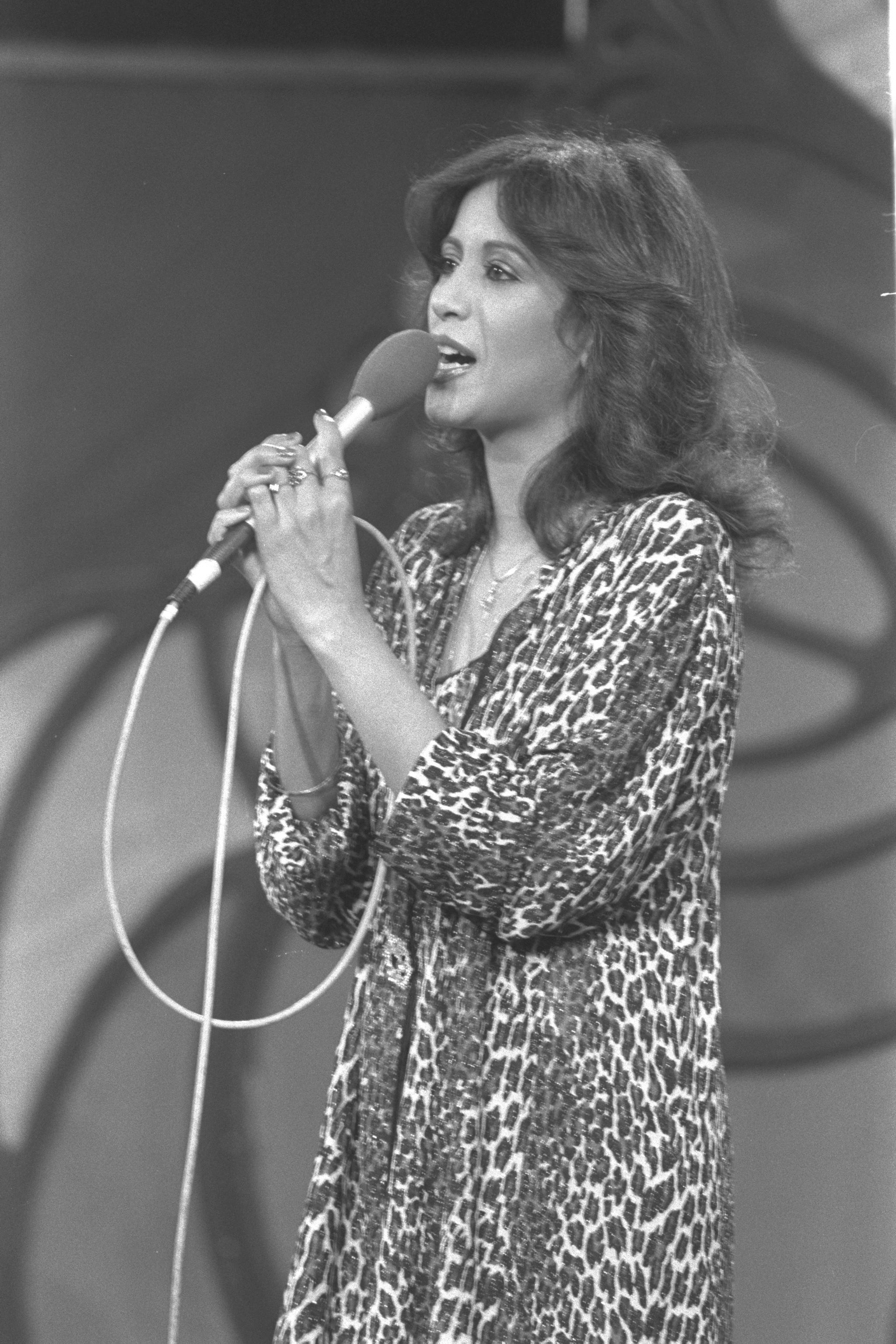
Офра Хаза виступає на зборі коштів «Телетром» для людей з обмеженими можливостями, що відбувся в «Гейхал га-Тарбут» у Тель-Авіві
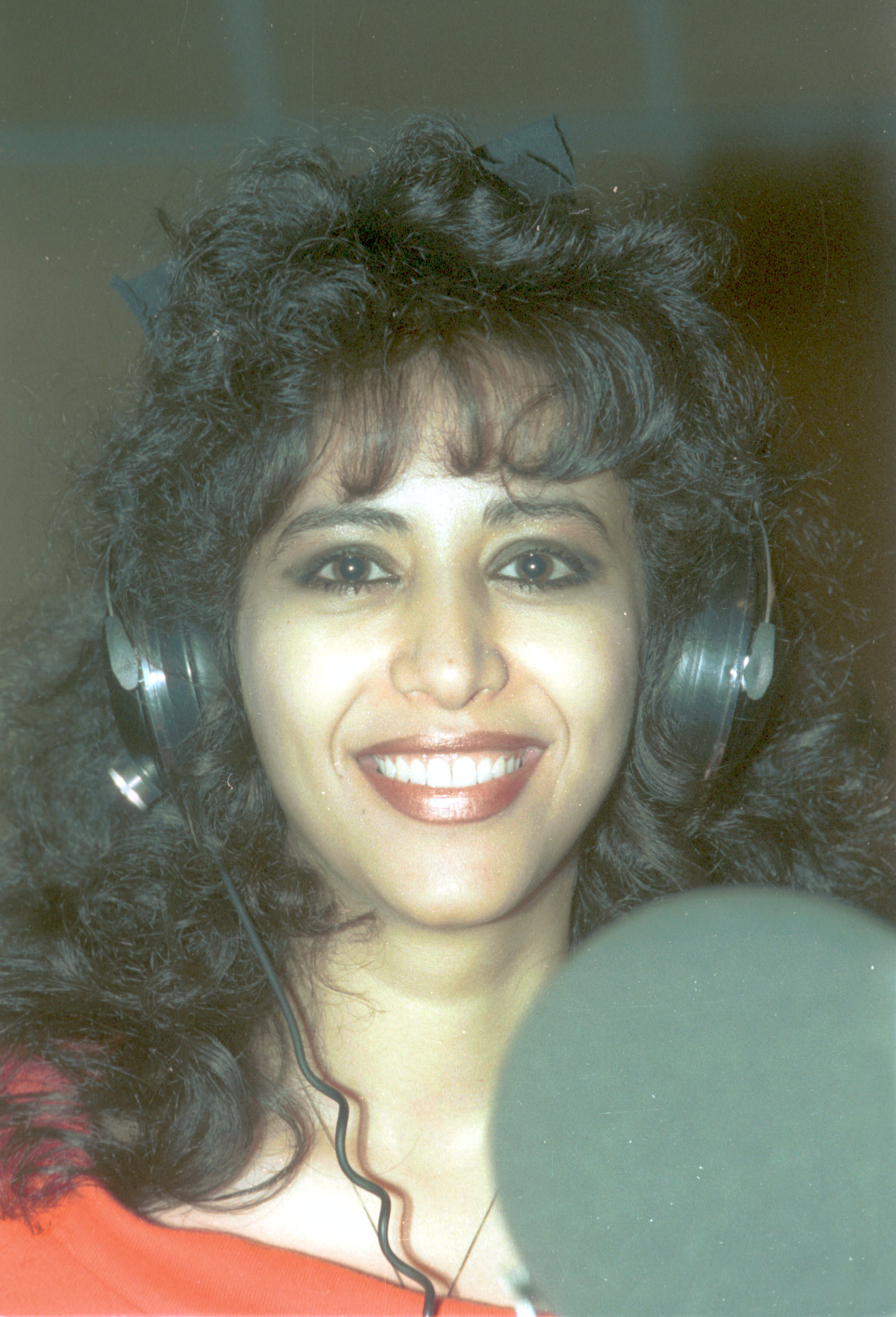
Офра Хаза на запису пісні для святкування 100-річчя єврейської промисловості
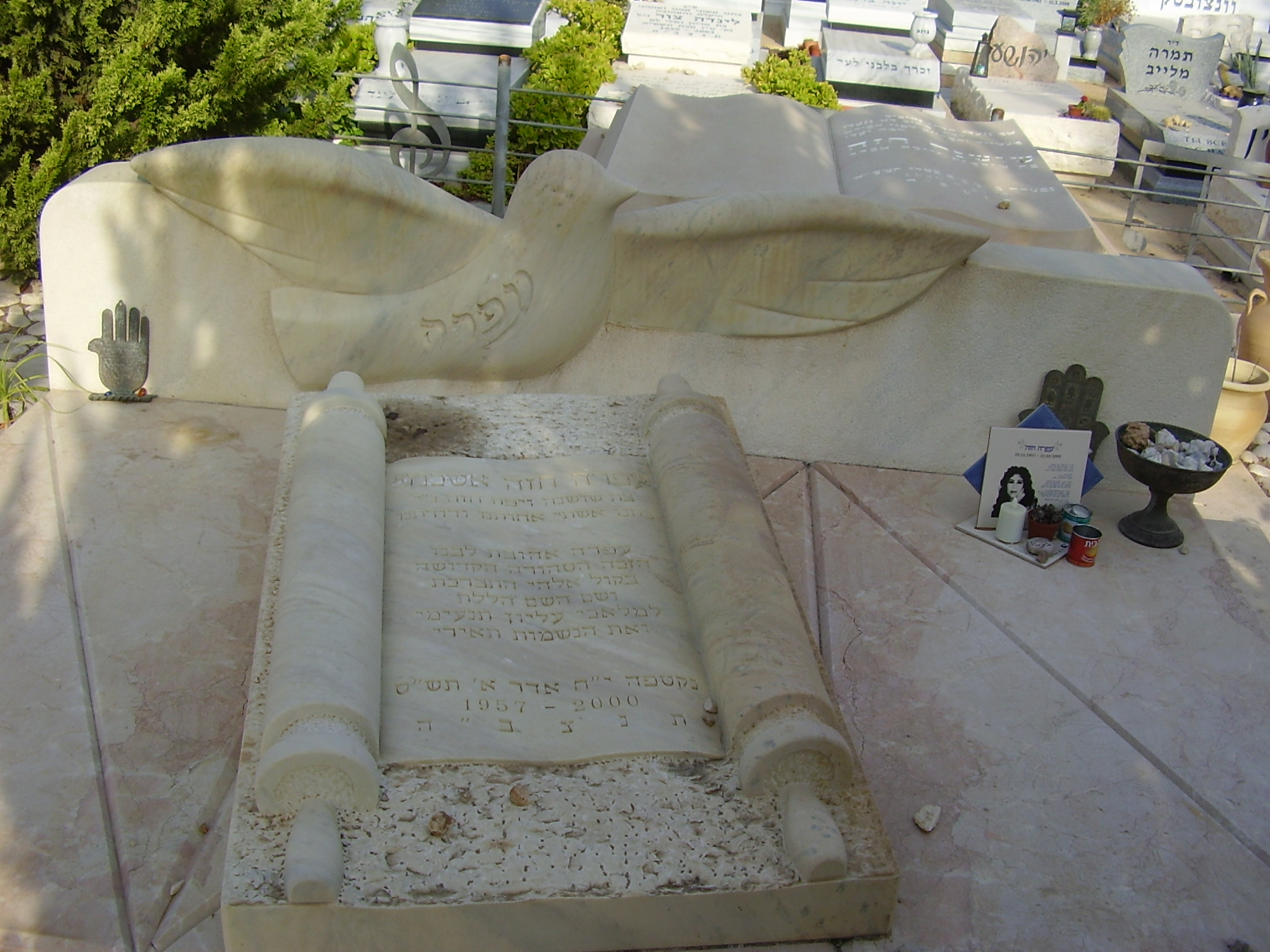
Могила Офри Хази на кладовищі Яркон
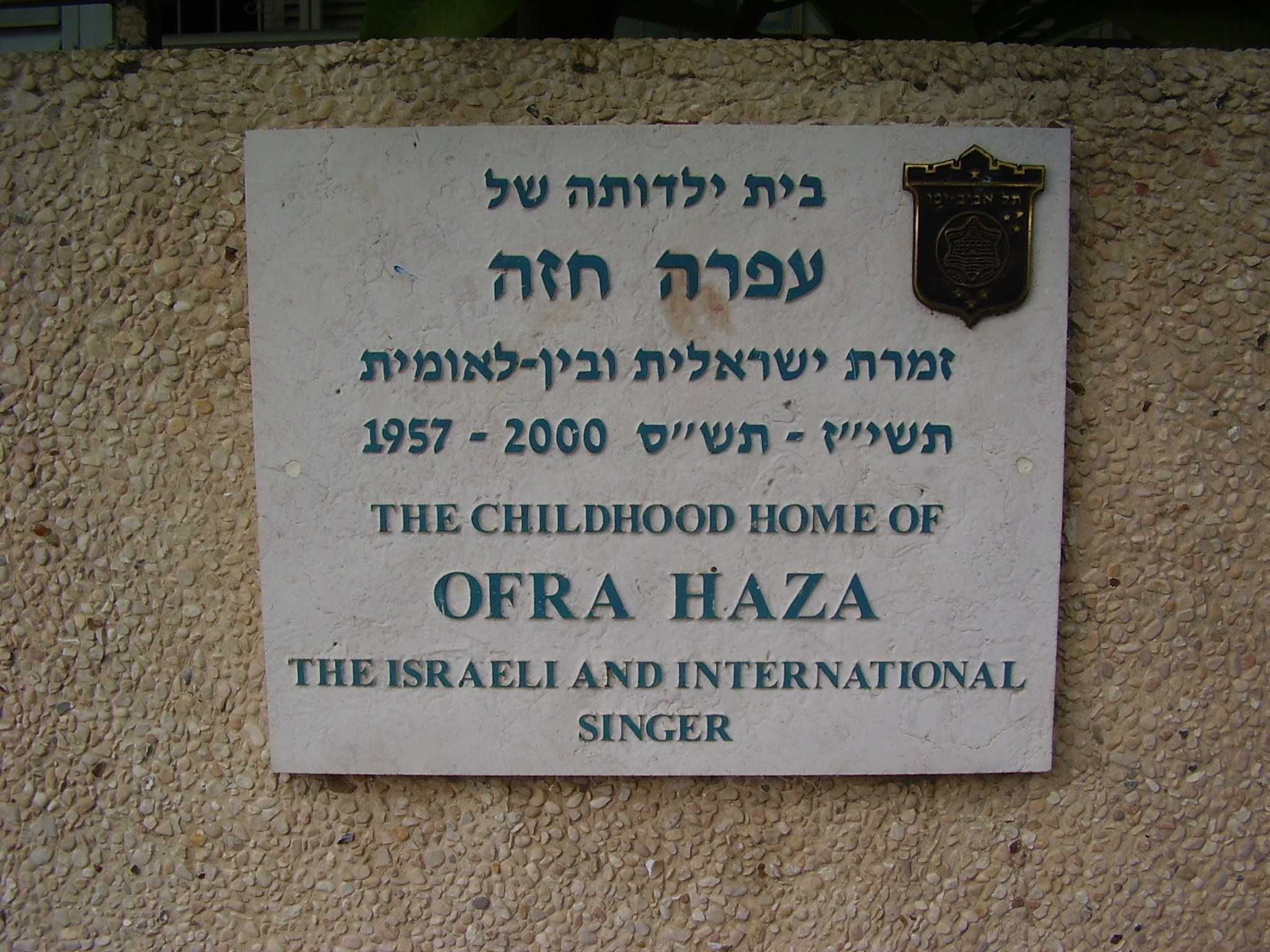
Меморіальна дошка на будинку дитинства Офри Хази в Тель-Авіві
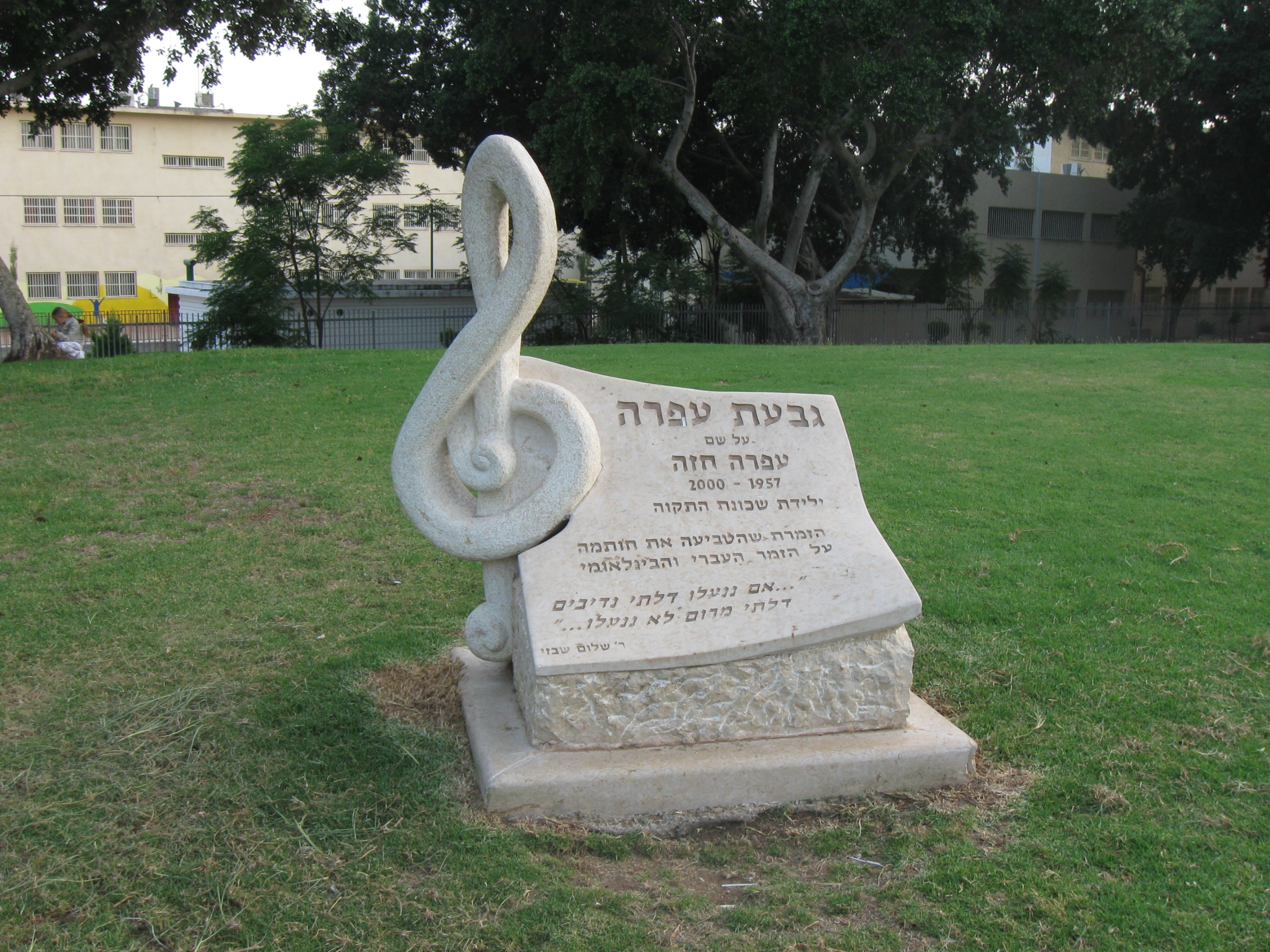
Меморіал співачки Офри Хази в парку Га-Тіква в Тель-Авіві
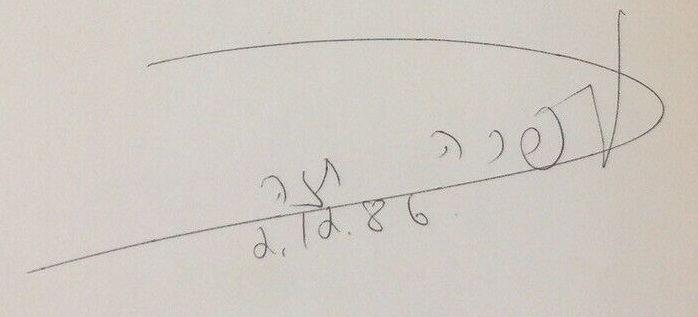
Автограф Офри Хази